# Schistostephium rotundifolium
Schistostephium rotundifolium là một loài thực vật có hoa trong họ Cúc. Loài này được (DC.) Fenzl ex Harv. miêu tả khoa học đầu tiên.